# Campionato io ti amo
Campionato io ti amo è stata una collana editoriale, realizzata da La Gazzetta dello Sport in collaborazione con Rai Sport.

## Contenuti
La raccolta consisteva in una serie di DVD dedicati al racconto del massimo campionato italiano di calcio, avvalendosi di immagini e cronache reperite dalle più importanti trasmissioni Rai: Tutto il calcio minuto per minuto, 90º minuto e La Domenica Sportiva. Ogni numero, distribuito in edicola il lunedì assieme alla rosa, era dedicato ad una singola stagione e visibile in forma di film. Ciascuna stagione era suddivisa per capitoli:
- Il mercato dell'estate: le principali trattative del calciomercato estivo;
- Il campionato racconta: una prefazione al film vero e proprio, curata da giornalisti sportivi;
- Tutto il calcio minuto per minuto: la radiocronaca delle giornate più importanti, riprendendo la scaletta originale della celebre trasmissione;
- Le storie: aneddoti e informazioni su calciatori, allenatori o presidenti rimasti negli annali per gesta agonistiche o fatti estranei al campo;
- Sigla di coda - Standing ovation: un riepilogo dei fatti più insoliti, curiosi oppure tragici della stagione.

In aggiunta a ciò, erano presenti degli extra:
- I ricordi: le immagini e la sintesi di alcuni incontri della stagione, ripresi da La Domenica Sportiva;
- Il capocannoniere: uno speciale dedicato al capocannoniere del torneo, con riepilogo dei gol segnati e della carriera;
- A tutta B: una carrellata di immagini e filmati delle squadre promosse dalla Serie B, che parteciparono dunque al successivo campionato.[1]

Il film aveva una durata indicativa di 75'.

## Pubblicazione
La collana fu distribuita in due momenti diversi, nella prima occasione dal 31 dicembre 2007 al 21 luglio 2008: furono ricoperte le stagioni dal 1978-79 al campionato 2007-08, appena conclusosi. Una seconda pubblicazione è avvenuta nel 2015, con nuove edizioni: sono state infatti aggiunte le annate dal 1970-71 al 1977-78, nonché quelle più recenti (dal 2008-09 al 2014-15). Quest'ultima distribuzione ha avuto luogo - con le stesse modalità della precedente - dal 26 gennaio al 24 agosto.

## Altro
Con lo stesso nome, nel 2012 la Panini ha pubblicato una serie di album di figurine riferiti ai campionati degli anni '80.